# Erigeron basalticus
Erigeron basalticus là một loài thực vật có hoa trong họ Cúc. Loài này được Hoover mô tả khoa học đầu tiên năm 1944.